# Erich Herrmann
Erich Karl Albert Otto Herrmann (født 31. maj 1914 i Berlin, død 13. april 1989 i Hamburg) var en tysk håndboldspiller, som deltog i OL 1936 i Berlin.
Herrmann spillede i klubben Berliner SV 1892 og blev udtaget til det tyske håndboldlandshold til OL 1936. Turneringen blev for første og eneste gang spillet på græs på 11-mandshold. Oprindeligt var ti hold tilmeldt, men Danmark, Holland, Sverige og Polen meldte fra, så blot seks hold deltog. Disse blev delt op i to puljer, hvor Tyskland vandt sin pulje suverænt med en samlet målscore på 51-1 efter blandt andet en 29-1 sejr over USA. De to bedste fra hver pulje gik videre til en finalerunde, hvor alle spillede mod alle. Igen vandt Tyskland alle sine kampe, men dog i lidt tættere kampe. Således vandt de mod Østrig med 10-6. Som vinder af alle kampe vandt tyskerne sikkert guld, mens Østrig fik sølv og Schweiz bronze. Herrmann spillede tre af kampene, heriblandtden afgørende kamp mod Østrig, og han scorede i alt seks mål i turneringen.
Han var også med ved VM i markhåndbold 1938 på hjemmebane i Tyskland, og han opnåede i alt otte landskampe.